# Stéphane Ruffier
Stéphane Ruffier (* 27. září 1986, Bayonne, Francie) je francouzský fotbalový brankář a reprezentant baskického původu, naposledy působil v klubu AS Saint-Étienne.
Matkou Stéphana je Patricia Ruffier, otcem Jean-François Ruffier, světový šampion v pelotě baskické. Má také dvě sestry.

## Klubová kariéra
Stéphane začal s fotbalem ve věku šesti let v mateřském klubu Aviron Bayonnais FC. V roce 2002 jej kontaktoval skaut AS Monaco Arnold Catalano (objevil mj. Thierry Henryho) a doporučil mu testy v klubu. Ty dopadly úspěšně a 2. srpna 2002 Ruffier podepsal smlouvu. Sezónu 2005/06 strávil ještě na hostování v Aviron Bayonnais FC, Monaco potřebovalo jeho pravidelné vytížení. Po návratu se v Monacu vypracoval do pozice prvního brankáře a kapitána mužstva.
Po sestupu Monaca do Ligue 2 o něj projevily největší zájem kluby Manchester City a AS Saint-Étienne. Ruffier upřednostnil AS Saint-Étienne, neboť cítil větší šanci, že zde bude pravidelně chytat. V sezóně 2012/13 vyhrál s týmem Coupe de la Ligue (francouzský ligový pohár), ve finále AS Saint-Étienne porazil Stade Rennes 1:0.

## Reprezentační kariéra
Ruffier byl od listopadu 2007 členem francouzského mládežnického výběru U21. Odchytal několik utkání v kvalifikaci na Mistrovství Evropy hráčů do 21 let 2009, ale na samotný šampionát konaný ve Švédsku se nepodíval, neboť Francie vypadla v baráži s Německem po výsledcích 1:1 a 0:1.
V A-týmu Francie mu dal poprvé příležitost chytat reprezentační trenér Laurent Blanc. Debutoval 11. srpna 2010 v přátelském utkání proti domácímu Norsku, které Francie prohrála 1:2.
Trenér Didier Deschamps jej vzal na Mistrovství světa 2014 v Brazílii, dalšími brankáři v nominaci byli Mickaël Landreau a Hugo Lloris. Na turnaji byl brankářskou jednotkou Lloris, Francouzi vypadli na šampionátu ve čtvrtfinále s Německem po porážce 0:1.